# عبد الله بن ناصر بن عبد العزيز آل سعود
الأمير عبد الله بن ناصر بن عبد العزيز آل سعود الابن الثالث من أبناء الأمير ناصر بن عبد العزيز آل سعود ووالدته هي الأميرة موضي بنت أحمد بن محمد السديري، يعتبر أحد أكبر الشخصيات في تاريخ نادي الهلال السعودي شارك في تأسيسه برفقة الشيخ عبد الرحمن بن سعيد، وبذل من ماله ووقته الكثير للنادي كما كان له الدور الأبرز في إحضار الداعمين من أبناء الملك عبد العزيز لدعم نادي الهلال وقد ساهم برفقة صاحب السمو الملكي الأمير هذلول بن عبد العزيز ببناء القاعدة الشرفيه الكبيرة لنادي الهلال وكانوا المحركين الأساسيين لإدارات نادي الهلال التي كان يرأسها عبد الرحمن بن سعيد في الستينات الميلاديه.
ترأس نادي الهلال فترتين زمنيتين في السبعينات الميلاديه كانت الأولى بعد فترة الشيخ فيصل الشهيل نهاية العام 1972 واستمر حتى العام 1976 حين استلم الأمير هذلول بن عبد العزيز رئاسة نادي الهلال قبل أن يعود مرة ثانيه لرئاسة نادي الهلال الأمير عبد الله بن ناصر في العام 1978 واستمر حتى عام 1981 وكان نائبه حينها الأمير خالد بن فيصل بن تركي بن عبد العزيز.
كانت أبرز صفقاته التاريخية هي التعاقد مع اللاعب الأسطورة البرازيلي ريفالينو كابتن المنتخب البرازيلي بعد فراغه من مونديال 1978.
كما حقق الهلال في عهده بطولة الدوري عام 1979 وبطولات أخر.

## بطولات الهلال
حقق الهلال في عهد صاحب السمو الملكي الأمير عبد الله بن ناصر بن عبد العزيز

1979 (1399 هجري)الدوري الممتاز

1980 (1400 هجري) كأس جلالة الملك

## زوجته
- الأميرة نورة بنت مساعد بن أحمد السديري (متوفاة[1]، وصلي عليها يوم الاثنين 6 ذو الحجة 1441هـ الموافق 27 يوليو 2020 في مدينة الرياض، ووريت الثرى بمقبرة العود).[1] والدة الأمير فيصل.

- الأميرة جواهر بنت منصور بن عبد الله بن جلوي آل سعود - ابنة الأميرة العنود بنت سعود بن عبد العزيز آل سعود.

## أبناؤه
- الأمير فيصل بن عبد الله بن ناصر (متوفى، رئيس نادي الرياض الرياضي سابقًا، وعضو شرف نادي الهلال سابقًا). متزوج وله من الأبناء الأمير عبد الله، والأمير سلطان.[2]
- الأمير خالد بن عبد الله بن ناصر.

٠ الأمير فيصل بن عبد الله بن ناصر.
- الأمير تركي بن عبد الله بن ناصر(متوفى فبراير 2024).[3]
- الأمير عبد العزيز بن عبد الله بن ناصر. متزوج من الأميرة نورة بنت عبد الرحمن بن عبد العزيز الخزيم
- والاميره مها بنت تركي بن جلوي
- وله ٨ ابناء وهم
- عبدالله ، سلمان ، نوف ، تركي ، ناصر ، سما ، فهد ، خالد
- .[4] وحضر الحفل الذي أقيم بقصر الثقافة بحي السفارات عدد من الأمراء والمعالي وأعيان المجتمع. يونيو 2001م.
- الأميرة عبير بنت عبد الله بن ناصر.
- الأميرة هالة بنت عبد الله بن ناصر.
- الأميرة سارة بنت عبد الله بن ناصر.